# سوبوتیتسا (آلکساندروواتس)
سوبوتیتسا (به صربی: Subotica) یک منطقهٔ مسکونی در صربستان است که در الکساندراواک واقع شده‌است. سوبوتیتسا ۷۱۵ نفر جمعیت دارد.